# 邁克爾·麥克亨利
邁克爾·麥克亨利（英語：Michael McHenry，1974年9月30日—）是一位美國編曲、唱片製作人和多種樂器演奏家，以與黑眼豆豆、克里斯·布朗和麥莉·希拉的合作而聞名。邁克爾·麥克亨利的歌曲由Downtown Music Publishing發行。

## 外部連結
- Profile from Downtown Music Publishing （页面存档备份，存于）
- Michael (Mike) McHenry （页面存档备份，存于） credits on Discogs
- Michael (Mike) McHenry （页面存档备份，存于） credits on AllMusic